# 国立台東専科学校
国立台東専科学校（こくりつたいとうせんかがっこう）は台湾台東市に位置する技術学院。

## 歴史
| 年     | 月日   | 事跡                                   |
| ------ | ------ | -------------------------------------- |
| 1928年 | -      | 「台東庁立農業補校」が開校             |
| 1935年 | -      | 「台東庁立農林国民学校」と改称         |
| 1937年 | -      | 「台東庁立農業専修学校」と改称         |
| 1940年 | -      | 「台東庁立農林国民学校」と改称         |
| 1945年 | -      | 「台東県立農林国民学校」と改称         |
| 1946年 | -      | 「台東県立初級農業学校」と改称         |
| 1948年 | -      | 「台湾省立台東農業学校」と改称         |
| 1967年 | -      | 「台湾省立台東農工職業学校」と改称     |
| 1970年 | -      | 「台湾省立台東高級農工職業学校」と改称 |
| 2006年 | 8月1日 | 「国立台東専科学校」と改称             |

## 組織
- 園芸科
- 動力機械科
- レストラン旅行業管理科